# Pieres
Pieres is een plaats in het Argentijnse bestuurlijke gebied Lobería in de provincie Buenos Aires. De plaats telt 35 inwoners.